# Mari Lampinen
Mari Lampinen (* 11. September 1971 in Lahti) ist eine frühere finnische Biathletin. Zwischen 1992 und 1999 nahm sie an allen Olympischen Winterspielen und Biathlon-Weltmeisterschaften teil.
Mari Lampinen lebt in Lahti und startete für den Lahden SC. 1981 begann sie mit dem Biathlonsport, widmete sich dem Sport aber erst seit 1989 intensiver. Im Januar 1991 debütierte sie im Biathlon-Weltcup. Erstes Großereignis wurden die Olympischen Winterspiele 1992 in Albertville. Lampinen wurde 31. des Einzels, 34. des Sprints und mit Tuija Sikiö und Terhi Markkanen als Startläuferin der Staffel Fünfte. Zu Beginn der Saison 1992/93 erreichte sie mit einem vierten Rang im Einzel und einem fünften Rang im Sprint in Pokljuka erste Platzierungen in der Nähe des Podests. Höhepunkt der Saison waren die Biathlon-Weltmeisterschaften 1993 in Borowetz, bei denen die Finnin 23. des Einzels, 35. der Verfolgung, mit Sikiö, Seija Hyytiäinen und Pirjo Aalto im Staffelrennen und mit Tuija Vuoksiala, Hyytiäinen und Aalto im Mannschaftswettkampf jeweils Zehnte wurde. 1994 folgte in Lillehammer Lampinens zweiter Einsatz bei Olympischen Winterspielen. Erneut nahm sie in allen drei möglichen Rennen teil und kam auf die Ränge 48 im Einzel, 16 im Sprint und mit Katja Holanti, Sikiö und Vuoksiala Platz zehn im Staffelrennen. In der nacholympischen Saison 1994/95 schaffte sie in Oberhof bei einem Sprint mit Rang drei hinter Anne Briand und Nadeschda Talanowa eine erste Podestplatzierung und zugleich ihr bestes Weltcupresultat. In der Gesamtwertung wurde sie Neunte. Saisonhöhepunkt wurden wieder die Weltmeisterschaften in Antholz, wo die Finnin mit einem 17. Platz im Einzel und Rang 15 im Sprint ihre besten WM-Leistungen zeigte. Mit Holanti, Jaana Itäluoma und Vuoksiala wurde sie zudem Neunte mit der finnischen Staffel.
Ein Jahr später wurde Lampinen in Ruhpolding 21. des Einzels, 45. des Sprints und mit Sanna-Leena Perunka, Eija Salonen und Annukka Mallat Staffel-Achte. In der Saison kam die Finnin in Östersund bei einem Weltcup-Sprint erneut auf einen dritten Rang, dieses Mal musste sie sich nur Swetlana Paramygina und Olga Melnik geschlagen geben. 1997 startete Lampinen in Osrblie in fünf WM-Rennen. Im Einzel kam sie auf den 45. Platz, wurde 34. des Sprints, 40. der Verfolgung, mit Holanti, Tiina Mikkola und Mallat Zehnte mit der Staffel und mit Holanti, Perunka und Mikkola Sechste im Mannschaftsrennen. Zum dritten und letzten Mal startete die Finnin 1998 bei Olympischen Spielen. In Nagano wurde sie auf den Strecken von Nozawa Onsen 32. im Einzel und Achte im Sprint. Eine finnische Staffel war nicht am Start. Die nichtolympischen Rennen wurden als Weltmeisterschaftslauf in Pokljuka und Hochfilzen ausgetragen. Lampinen wurde 18. des Verfolgungsrennens und gewann mit Holanti, Mikkola und Perunka im letztmals ausgetragenen Mannschaftslauf die Bronzemedaille.  Letztes Großereignis wurden die Biathlon-Weltmeisterschaften 1999 in Kontiolahti, bei denen sie 36. des Sprints und 38. des Verfolgers wurde. Nach der WM beendete sie ihre Karriere.

## Biathlon-Weltcup-Platzierungen
Die Tabelle zeigt alle Platzierungen (je nach Austragungsjahr einschließlich Olympische Spiele und Weltmeisterschaften).
- 1.–3. Platz: Anzahl der Podiumsplatzierungen
- Top 10: Anzahl der Platzierungen unter den ersten zehn (einschließlich Podium)
- Punkteränge: Anzahl der Platzierungen innerhalb der Punkteränge (einschließlich Podium und Top 10)
- Starts: Anzahl gelaufener Rennen in der jeweiligen Disziplin
- Staffel: inklusive Mixed-Staffel

| Platzierung                               | Einzel | Sprint | Verfolgung | Massenstart | Team | Staffel | Gesamt |
| ----------------------------------------- | ------ | ------ | ---------- | ----------- | ---- | ------- | ------ |
| 1. Platz                                  |        |        |            |             |      |         |        |
| 2. Platz                                  |        |        |            |             |      |         |        |
| 3. Platz                                  |        | 2      |            |             | 1    |         | 3      |
| Top 10                                    | 5      | 7      |            |             | 2    | 8       | 22     |
| Punkteränge                               | 17     | 19     | 2          |             | 2    | 8       | 48     |
| Starts                                    | 32     | 41     | 9          |             | 2    | 9       | 93     |
| Stand: Karriereende, Daten nicht komplett |        |        |            |             |      |         |        |